# Sauvessanges
Sauvessanges är en kommun i departementet Puy-de-Dôme i regionen Auvergne-Rhône-Alpes i centrala Frankrike. Kommunen ligger i kantonen Viverols som tillhör arrondissementet Ambert. År 2022 hade Sauvessanges 531 invånare.

## Befolkningsutveckling
Antalet invånare i kommunen Sauvessanges
| Referens: INSEE |